# Daphnella boholensis
Daphnella boholensis is een slakkensoort uit de familie van de Raphitomidae. De wetenschappelijke naam van de soort is voor het eerst geldig gepubliceerd in 1843 door Reeve.